# Wilhelm Hanser

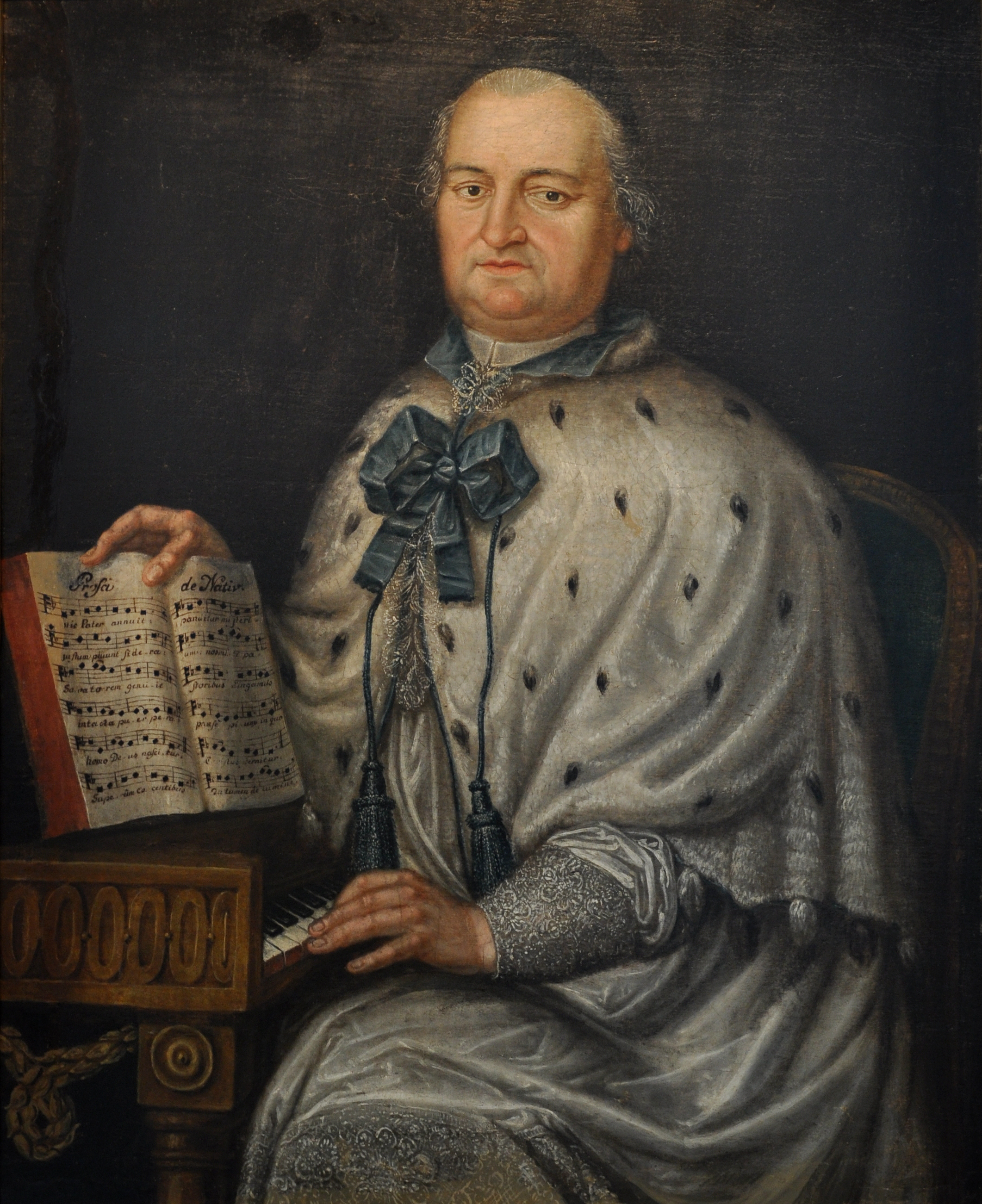
Wilhelm Hanser (1792), Porträt von J.V. Meichsner

Wilhelm Hanser (eigentlich: Johann Nepomuk Joseph Hanser; * 12. September 1738 in Unterzeil; † 23. Januar 1796 in Schussenried) war ein deutscher Komponist, Organist und Musiklehrer.

## Leben
Wilhelm Hanser trat sehr jung als Novize in den Prämonstratenserorden, in der Abtei Schussenried ein. Dort bildete er sich im  Orgelspiel und in Kontrapunktik aus, ebenso beherrschte er die Violine und das Violoncellospiel. 1758 wurde er Chorherr und wirkte als Komponist und Organist. Bei einer Inspektionsreise 1772 entdeckte ihn Abt Remacle Lissoir (1730–1806) aus der Abtei Laval Dieu  bei Monthermé in den französischen Ardennen. Auf Bitten des Abtes erhielt Hanser die Erlaubnis den Abt als Musiklehrer nach Frankreich zu begleiten. In der kleinen, dem Kloster angegliederten Musikschule, unterrichtete er zahlreiche Musiker, darunter u. a. Georges Scheyermann (1767–1827) und Méhul im Klavierspiel, Musiktheorie und Tonsatz. 1779 verschafft ihm Abt Lissoir eine Organistenstelle in Paris, die er mehrere Jahre lang ausfüllte. Eingeschüchtert durch die Auswirkungen und sozialen Verwerfungen der Französischen Revolution kehrte Hanser nach 15 Jahren wieder nach Schussenried zurück, wo er später den 15-Jährigen Conradin Kreutzer unterrichtete.

## Werk (Auswahl)
Neben verschiedenen Messen und Werken für die Orgel gingen nur wenige Werke in Druck.
- 24 Vesperpsalmen Psalmodia Verspertina, op. 1, Verlag Matthäus Rieger in Augsburg, 1767
- Quatre sonates pour le clavecin avec accompagnement de violon et basse Paris, 1777
- Trois Sonates pour le piano Paris, um 1780

## Neuedition
- Michael Gerhard Kaufmann (Hrsg.): Wilhelm Hanser: 8 Ave Maria. Wiesbaden, Daimonion-Verlag 2009.